# John Francis Mercer
John Francis Mercer, född 17 maj 1759 i Stafford County, Virginia, död 30 augusti 1821 i Philadelphia, Pennsylvania, var en amerikansk politiker. Han var ledamot av USA:s representanthus 1792–1794 och guvernör i Maryland 1801–1803.

## Biografi
Mercer utexaminerades 1775 från College of William & Mary, studerade sedan juridik och inledde sin karriär som advokat i Virginia. I amerikanska revolutionskriget tjänstgjorde Mercer som general Charles Lees adjutant. Han representerade Virginia i kontinentalkongressen 1783–1784. År 1792 fyllnadsvaldes han till representanthuset från Maryland som motståndare till George Washingtons regering. Två år senare avgick han från kongressen.
I början av 1800-talet satt Mercer i två ettåriga mandatperioder som Marylands guvernör. Under Thomas Jeffersons ämbetsperiod som USA:s president lämnade Mercer demokrat-republikanerna och gick med i federalisterna.